# Oscar Feltsman
Oscar Borissovich  Feltsman (en russe : Оскар Борисович Фельцман), né le 18 février 1921 à Odessa et mort le 3 février 2013  à Moscou, est un compositeur soviétique d'origine juive.

## Biographie
Oscar Feltsman a étudié avec Nikolaï Vilinski à l'école Stolyarski d'Odessa et avec Vissarion Chebaline au conservatoire Tchaïkovski de Moscou.
À partir de comédies musicales au début de sa carrière, Feltsman combine ensuite la production de la musique classique traditionnelle avec de la musique pour les cirques et les spectacles de variétés pour enfants. Après avoir commencé autour de 1952  à écrire des chansons populaires, Feltsman  produit nombre de chansons populaires. Celles écrites par Feltsman sont connues par des générations de Russes. Il écrit la chanson Je crois, mes amis, au printemps de 1961, alors que Youri Gagarine a volé dans l'espace. Sa chanson la plus connue est Convallarias, écrite en vers par Olga Fadeïeva.
Les chansons de Feltsman sont reprises dans le répertoire des artistes de renom tels que Léonid Outiossov, Mark Bernes, Vladimir Trochine, Edita Pyekha, Joseph Kobzon, Mouslim Magomaïev, Anna German et Eduard Khil.
Feltsman compose plusieurs œuvres de chambre, comme le Cycle de romances sur la poésie de Marina Tsvetaïeva et le Cycle de chansons sur la poésie de  Hayyim Nahman Bialik.